# Klerikalism
Klerikalism är i vissa betydelser motsatsen till sekularism. Det betyder att religiösa institutioner eller makthavare ges kontroll över den ordinarie offentliga makten. Begreppet innefattar dock ej situationer när präster eller dylikt i hög grad väljs till offentliga uppdrag, om detta sker genom ordinarie demokratiska metoder, utan endast när detta är institutionaliserat i någon utsträckning.
Klerikalism används ibland som ett pejorativt uttryck om samhällen där de religiösa institutionerna anses ha mycket makt över samhällslivet och medborgarna.